# Guy Fawkes
Guy Fawkes (engelskt uttal: [ˈɡaɪ ˈfɔːks]), även känd som Guido Fawkes eller John Johnson, troligen född 13 april 1570 i York, död 31 januari 1606 i London, var en av de katolska konspiratörer som försökte lönnmörda Jakob I genom att spränga det engelska överhuset i Westminsterpalatset 1605, i vad som kallas för krutkonspirationen. Fawkes var en av de första konspiratörerna att ansluta sig till attentatet.
Fawkes föddes och utbildade sig i York. När Fawkes var åtta år gammal dog hans far, Edward Fawkes, och hans mor Edith gifte senare om sig med en katolik. Fawkes konverterade senare till katolicismen och begav sig sedermera ut i kontinentaleuropa, där han stred under namnet Guido Fawkes i det nederländska frihetskriget. Fawkes reste sedan till Spanien för att söka stöd för ett katolskt uppror i England, men hans försök var fruktlösa. Han mötte Thomas Wintour och de båda reste tillbaka till England där de presenterades för Robert Catesby, hjärnan bakom konspirationen. Fawkes blev delaktig i konspirationen efter ett möte den 20 maj 1604. Konspiratörerna lyckades införskaffa ett hyreskontrakt för ett källarvalv som låg precis under det engelska överhuset och de utsåg Fawkes som ansvarig för sprängämnena som lagrades där. Dock förvarnades myndigheterna om det planerade sprängdådet i ett anonymt brev och när de genomsökte Westminsterpalatset tidigt den 5 november 1605 fann de Fawkes när han vaktade sprängämnena. Under de följande dagarna förhördes och torterades Fawkes och han gav slutligen upp och erkände sig delaktig i konspirationen, vilket ledde till att han senare dömdes till döden genom hängning, dragning och fyrdelning. När han skulle hängas den 31 januari 1606 valde Fawkes att hoppa ned från galgen, vilket gjorde att han bröt nacken och avled direkt.
Fawkes förknippas starkt med den misslyckade krutkonspirationen och hans minne firas i England den 5 november varje år, under vad som kallas för Guy Fawkes Night. Under firandet bränns hans avbild på en brasa, vilket åtföljs av fyrverkerier. I serieromanen V for Vendetta på 1980-talet, och filmen som bygger på denna, bär huvudpersonen en Guy Fawkes-mask som sedermera blev en kommersiell produkt. Den masken har tagits upp som protestsymbol av till exempel hackergruppen Anonymous och Occupy-rörelsen.

## Biografi

### Liv före 1604

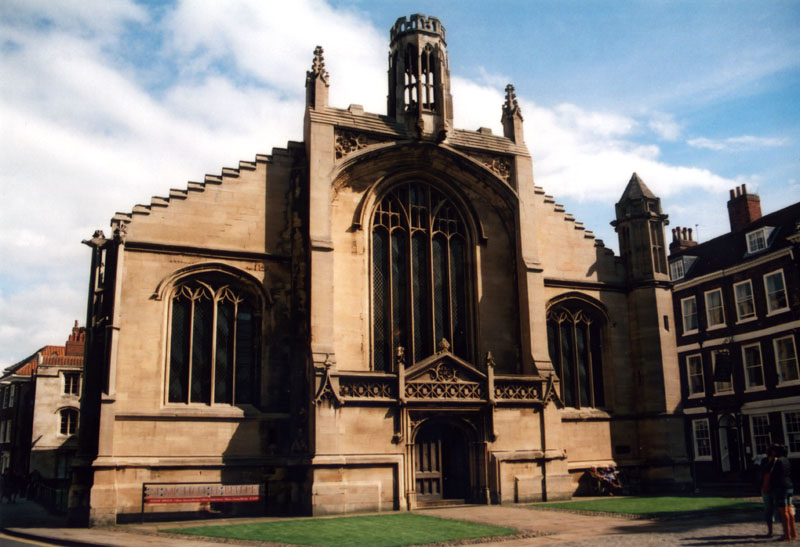
Fawkes döptes i kyrkan St Michael le Belfrey i York den 16 april 1570.

Guy Fawkes föddes 1570 i Stonegate, York som det andra av fyra barn till Edward Fawkes, en prokurator och advokat, och hans fru Edith. Fawkes föräldrar var medlemmar av den engelska kyrkan liksom hans farföräldrar; Fawkes farmor, född som Ellen Harrington, var dotter till en framstående köpman som var överborgmästare i York 1536. Dock var släkten på hans mors sida katoliker och Fawkes kusin Richard Cowling var en jesuitisk präst. "Guy" (vilket uttalas som [gi:] eller [gi']) var vid tidpunkten ett ovanligt namn i England, men kan ha gjorts populärt i York på grund av domaren Guy Fairfax av Steeton. Det exakta datumet när Fawkes föddes är okänt, men han döptes i kyrkan St Michael le Belfrey i York den 16 april 1570. Då det vid denna tid var brukligt att det nyfödda barnet döptes tre dagar efter sin födsel antas Fawkes födelsedatum vara den 13 april 1570. 1568 hade Edith fött en dotter vid namn Anne men hon dog i november det året, när hon var ungefär sju veckor gammal. Edith födde två barn till efter Guy Fawkes: Anne (född 1572) och Elizabeth (född 1575). Båda dessa gifte sig, 1599 respektive 1594.
Edward dog 1579, när Fawkes var åtta år gammal. Edith gifte om sig flera år senare med katoliken Dionis Baynbrigge i Scotton, Harrogate. Fawkes kan ha blivit influerad av familjen Baynbrigges katolska tro, men även av familjerna Pulleyn och Percy i Scotton samt av sin tid vid St Peter's School i York. Även om skolans rektor, John Pulleyn, i grund och botten var konformist kom han från en Yorkshirefamilj som var kända för att vara motstridiga mot den engelska kyrkan. Pulleyns föregångare på St Peter's hade suttit fängslad i tjugo år för sin motstridighet. Författaren Catharine Pullein hävdar att Fawkes katolska tro började växa fram på grund av familjen Harrington, som var kända för att inhysa katolska präster, varav en av dessa följde med Fawkes till Flandern 1592–1593. Fawkes gick i skolan tillsammans med John och Christopher Wright, som båda senare var delaktiga i krutkonspirationen, samt de tre katolska prästerna Oswald Tesimond, Edward Oldcorne och Robert Middleton.
Efter att Fawkes hade lämnat skolan började han arbeta för Anthony Browne, 1:e viscount Montague. Dock drog de två inte jämnt och Fawkes avskedades efter en kortare tjänstgöring. Fawkes anställdes istället av Anthony-Maria Browne, 2:e viscount Montague, som hade efterträtt sin farfar vid 18 års ålder. Åtminstone en källa hävdar att Fawkes gifte sig och fick en son, men dessa uppgifter är osäkra.
Fawkes beskrevs av Tesimond som trevlig, gladlynt och lojal mot sina vänner. Tesimond skrev även att Fawkes, som hade en gedigen militär utbildning, inte tyckte om gräl och osämja. Författaren Antonia Fraser beskrev Fawkes som en lång och kraftfull man med tjockt rödbrunt hår och skägg och med en tidsenlig mustasch. Fraser skrev även att Fawkes var en handlingskraftig man som kunde föra intelligenta konversationer och hade stor fysisk uthållighet, vilket förvånade hans fiender.

#### Militär karriär
I oktober 1591 sålde Fawkes den fastighet i Clifton, York som han hade ärvt av sin far. Han valde nu att resa till kontinentaleuropa där han deltog i det nederländska frihetskriget för det katolska Spanien mot republiken Förenade Nederländerna och även i viss mån Frankrike. Även om England inte förde några strider mot Spanien på land var länderna fortfarande i krig och den spanska armadan från 1588 låg färskt i mångas minnen. Fawkes anslöt sig till William Stanley, en engelsk katolik som hade byggt upp en armé på Irland för att slåss tillsammans med Robert Dudley, earl av Leicester i Nederländerna. Stanley hade varit väldigt omtyckt av Elisabet I av England, men efter att han övergav Deventer till den spanska armén 1587 hade han och de flesta av hans trupper övergått till spanjorerna. Fawkes blev utsedd till alférez, en sorts underofficer, och efter att han hade gjort bra ifrån sig i slaget vid Calais 1596 blev han 1603 rekommenderad för kaptensgrad. Samma år begav sig Fawkes till Spanien för att försöka få hjälp att genomföra ett katolskt uppror i England. Under denna tid började Fawkes använda den italienska varianten av sitt namn, Guido Fawkes, och i ett promemoria han skrev under denna tid kallade han Jakob I av England för "en kättare". Vidare fördömde Fawkes Skottland och kungens skotska gunstlingar, där han skrev att han inte såg någon möjlighet för England och Skottland att kunna förena sig så som läget var. Trots att Fawkes togs emot med öppna armar av spanjorerna vägrade Filip III av Spanien hjälpa honom med några planer mot England. Kung Filip slöt sedan fred med England i augusti 1604.

### Medverkan i krutkonspirationen

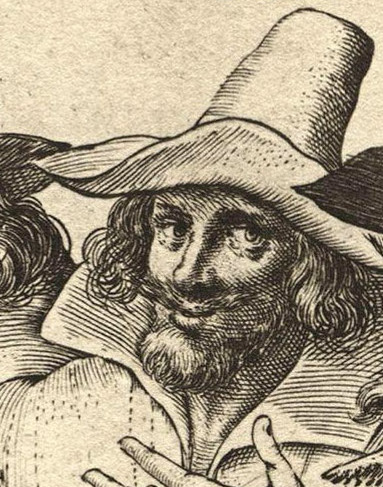
Gravyr av Fawkes, gjord av Crispin de Passe den äldre.

När kung Jakob efterträdde drottning Elisabet verkade han agera på ett mer tolerant sätt mot olika trosuppfattningar än vad drottning Elisabet tidigare gjort och de katolska engelsmännen hoppades på att de skulle slippa bli förföljda på grund av sin tro. Dock var Robert Catesby, en hängiven katolik från Warwickshire, missbelåten med Jakobs utövande av kungamakt och han planerade därför att lönnmörda kungen i ett sprängdåd mot det engelska överhuset i Westminsterpalatset. I det följande upploppet skulle Catesby hetsa folket att göra revolt och få dem att kröna Elisabet Stuart till drottning.
Det första mötet gällande krutkonspirationen hölls på värdshuset Duck and Drake i London den 20 maj 1604. Med på detta möte var Fawkes, Catesby, John Wright, Thomas Wintour och Thomas Percy. Catseby hade vid en tidigare konversation med Wintour och Wright sagt sig vilja spränga det engelska överhuset i Westminsterpalatset i luften och på så sätt döda Jakob. Wintour var till en början motståndare till denna plan, men han övertygades av Catesby att resa till kontinentaleuropa för att söka hjälp, främst från Spanien. Wintour träffade bland annat den walesiska spionen Hugh Owen och William Stanley, men de förkastade båda Catesbys idé om att försöka få spanskt stöd för sina planer. Owen introducerade dock Wintour för Fawkes, som hade varit borta från England under många år och därför inte längre var ett känt ansikte i landet. Wintour fick med sig Fawkes på de något vaga planerna att "göra något i England om freden med Spanien inte hjälper oss." Sent i april 1604 återvände de båda männen till Catesbys hem i Lambeth, där de berättade för Catesby att även om Spanien inte var emot deras planer tänkte de inte skicka något stöd till dem; ett ställningstagande som Catesby redan verkade ha förväntat sig.
Percy, en av konspiratörerna, tjänstgjorde den 9 juni 1604 som livvakt åt Jakob, vilket gav honom en anledning till att införskaffa ett ställe att bo i London. Med hjälp av Henry Percy, 9:e earl av Northumberlands agenter, Dudley Carleton, 1:e viscount Dorchester och John Hippisley, ordnade Percy ett andrahandskontrakt av Henry Ferrers (en hyresgäst hos John Whynniard) för ett hus i Westminster. Percy gjorde Fawkes till sin vasall och Fawkes gick då under namnet John Johnson. Konspiratörerna hyrde nu flera fastigheter i London, däribland en i Lambeth som användes för att tillfälligt lagra de kruttunnor som skulle användas i sprängdådet. Dessa transporterades sedan över Themsen till den slutgiltiga destinationen: ett källarvalv som låg precis under det engelska överhuset i Westminsterpalatset. Oron över pesten som härjade vid denna tid gjorde att parlamentets öppnande sköts upp från februari till den 3 oktober 1605. Under denna försening kan konspiratörerna ha grävt en tunnel under Westminsterpalatset, men några bevis för tunnelns existens har aldrig påträffats. Den 25 mars 1605 lyckades konspiratörerna införskaffa hyreskontraktet för källarvalvet under det engelska överhuset i Westminsterpalatset och i detta rum ställdes de trettiosex kruttunnorna. Pestens närvaro gjorde att parlamentets öppnande ännu en gång sköts upp, denna gång från den 3 oktober till den 5 november.
I maj 1605 reste Fawkes till Owen för att informera honom om konspiratörernas planer och även för att söka hjälp utomlands. Någon gång under denna resa uppmärksammades Fawkes av Robert Cecil, 1:e earl av Salisbury, som vid tillfället hade flera spioner över Europa. En av dessa spioner var befälhavaren William Turner, som kan ha varit den som observerade Fawkes under hans resa. Även om den information han brukade delge Salisbury ofta var vag, och fastän han inte kände till något om konspirationen, rapporterade Turner den 21 april att Fawkes skulle föras till England av Tesimond. Fawkes var en välkänd flamländsk legosoldat och i Turners rapport framgick det hur han skulle möta en herr Catesby och hans vänner, vilka hade tillgång till både vapen och hästar. Turners rapport nämnde dock inget om Fawkes pseudonym John Johnson och rapporten nådde inte Salisbury förrän slutet av november samma år, efter att konspirationen redan var avslöjad.
Det är osäkert exakt när Fawkes återvände till England, men han var tillbaka i London i slutet av augusti 1605. Då undersökte nämligen han och Thomas Wintour kruttunnorna och de märkte att krutet hade blivit obrukbart. På grund av detta togs fler kruttunnor in och de gömde dessa tunnor bakom ved, som de också hade med sig. De sista detaljerna för konspirationen utarbetades i oktober 1605. Fawkes skulle tända på stubintråden till sprängladdningarna och sedan fly över Themsen. Samtidigt skulle ett uppror startas i Midlands, med syfte att fånga in Elisabet Stuart. Fawkes skulle sedan ta sig till kontinentaleuropa och förklara för de katolska länderna vad som hade skett i England.

#### Konspirationens misslyckande
Sent i oktober 1605 uttryckte flera av konspiratörerna oro över säkerheten för de katoliker som skulle närvara den dag då de planerade att spränga Westminsterpalatset. Catesbys svar till hela diskussionen var att "de oskyldiga måste gå under tillsammans med de skyldiga, hellre än att förstöra chanserna för framgång." Den 26 oktober mottog William Parker, 4:e baron Monteagle ett anonymt brev till sitt hus i Hoxton, i vilket han varnades för att närvara vid parlamentets öppnande. Monteagle var osäker på det anonyma brevets innehåll så han skickade det till Salisbury, som var Secretary of State vid tillfället. Under tiden bestämde Catesby att brevet inte var ett tillräckligt stort hot mot deras planer och han beordrade att konspirationen skulle fortsätta som planerat. Fawkes gjorde en sista undersökning av krutet den 30 oktober och rapporterade att allt såg bra ut. Natten innan det tilltänkta sprängdådet besökte Fawkes Robert Keyes och Ambrose Rookwood i Elizabeth Mores hus i närheten av Temple Bar i London. Fawkes kom för att hämta ett fickur som Percy hade lämnat där, vilket han skulle använda för att kunna tända på stubintråden vid rätt tillfälle.

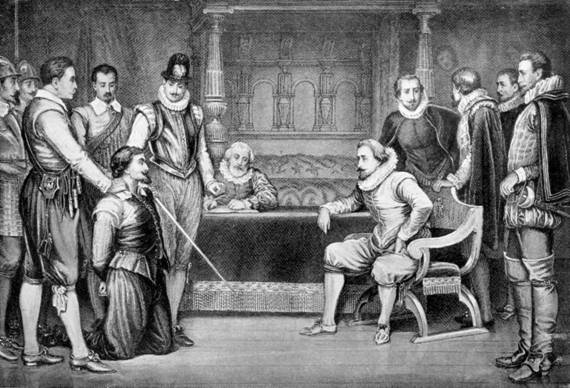
Fawkes fördes inför kung Jakob efter att han hade gripits.

Brevet till Monteagle visades upp för kung Jakob den 1 november 1605 och han kände att det antydde något som berörde eld och krut; möjligtvis i stil med de explosioner som föregick mordet på hans far, Henry Stuart, lord Darnley, den 10 februari 1567. På lördagen den 2 november bestämde sig riksrådet för att parlamentet skulle genomsökas. På måndagen den 4 november genomfördes den första genomsökningen, ledd av Thomas Howard, 1:e earl av Suffolk, och då fann de en stor hög med kvistar som låg i ett hörn i källarvalvet under det engelska överhuset. Jakob beordrade att ännu en genomsökning skulle genomföras, vilket skedde runt midnatt natten till den 5 november. Denna genomsökning leddes av Thomas Knyvet, 1:e baron Knyvet och de fann då Fawkes i källarvalvet under det engelska överhuset, där han vaktade kruttunnorna. Fawkes greps på plats.
Fawkes uppgav att hans namn var John Johnson vid de första förhören som hölls med honom, under vilka han var trotsig. När han fick frågan om vad han skulle använda allt krut till svarade han att det var till för att "spränga er skotska uslingar tillbaka till er avkrok." Han identifierade sig själv som en 36-årig katolik från Netherdale i Yorkshire och han uppgav att hans föräldrars namn var Thomas och Edith Jackson. När Fawkes utfrågades om såren på sin kropp sade han att dessa berodde på pleurit. Fawkes erkände senare att han hade planerat att spränga det engelska överhuset i Westminsterpalatset i luften och han beklagade sig över att han hade misslyckats med sitt uppdrag. Hans ståndaktiga sätt gjorde att Jakob imponerades av honom.

#### Fawkes tortyrförhör och erkännande
Även om Jakob beundrade Fawkes hindrade det inte honom från att den 6 november beordra att John Johnson skulle tortyrförhöras, för att på så sätt få fram namnen på hans medkumpaner. Jakob gav order om att tortyren till en början skulle vara av det enklare slaget, med vilket han menade att handbojor skulle användas, för att sedan trappas upp till en möjlig användning av en sträckbänk. Fawkes fördes nu till Towern. Jakob förberedde en lista med frågor som skulle ställas till Fawkes under tortyrförhören, där några av dessa frågor var: "vem är du egentligen?", "när och var lärde du dig franska?" och "om du är papist, vem fick dig att bli det?". Förhören med Fawkes ägde rum i Queen's House vid Towern och rummet som Fawkes tortyrförhördes i blev senare uppkallat efter honom och går numera under namnet Guy Fawkes Room.

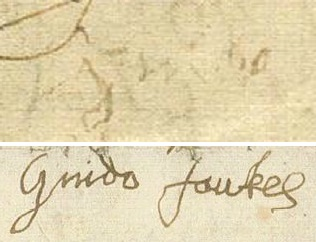
Två av Fawkes underskrifter på sina erkännanden, där den översta är knappt synlig.

William Waad, som var Lieutenant of the Tower of London vid tidpunkten, övervakade tortyrförhören och erhöll till slut Fawkes erkännande. Han letade igenom Fawkes saker och hittade ett brev som var adresserat till Guy Fawkes. Till Waads förvåning höll John Johnson tyst om brevet och han avslöjade inte heller något om konspirationen. På kvällen den 6 november talade Fawkes med Waad, som senare rapporterade följande till Salisbury: "Han [John Johnson] berättade för oss att sedan han tog på sig detta ansvar [med konspirationen] har han bett till Gud varenda dag att det han gör är till fördel för den katolska tron och frälsandet av sin egen själ." Enligt Waad lyckades Fawkes vila natten till den 7 november fastän han tidigare hade blivit varnad för att tortyrförhören skulle fortsätta tills det att han hade avslöjat alla sina hemligheter och namngett alla sina medkumpaner. Fawkes kallblodighet gav vika någon gång under den 7 november.
Edward Hoby, en samtida diplomat och parlamentsledamot, noterade att "sedan John Johnson kommit till Towern har han börjat tala engelska." Fawkes avslöjade sin riktiga identitet den 7 november och sade även att det var fem personer som var inblandade i konspirationen. Den 8 november började han namnge sina medkumpaner och han avslöjade också deras motiv att försöka göra Stuart till drottning. I sitt tredje erkännande, den 9 november, namgav Fawkes även Francis Tresham. Som en följd av Ridolfisammansvärjningen under 1570-talets början var fångar tvungna att diktera sitt erkännande innan de skrev på dem, om de fortfarande var i stånd att göra detta. Även om det är osäkert om Fawkes utsattes för sträckbänken eller inte uppvisar hans skakiga underskrift att han hade lidit under tortyrförhören.

#### Rättegången mot konspiratörerna och deras avrättningar
Rättegången mot de åtta överlevande konspiratörerna påbörjades den 27 januari 1606. Konspiratörerna togs till Whitehall från Towern och de hölls sedan ett tag i Stjärnkammaren innan de leddes in i  Westminster Hall. Thomas Bates anlände inte till Westminster Hall tillsammans med de andra konspiratörerna; då fängelserna skilde fångarna åt beroende på deras samhällsklass var Bates, som var av lägre status, fängslad i Gatehouse istället för i Towern. Fawkes identifierades som Guido Fawkes, även kallad Guido Johnson. Konspiratörerna blev anklagade för högförräderi men samtliga anklagade, utom Everard Digby, hävdade att de var oskyldiga. Konspiratörerna hade ingen försvarsadvokat som förde deras talan och därför var resultatet av rättegången mer eller mindre bestämd redan i förväg. Åklagaren Edward Coke nämnde det "spanska förräderiet" (resor Thomas Wintour gjorde till Spanien) i sin talan, men han talade samtidigt vördnadsfullt om den spanske kungen. Vidare fördömdes jesuiterna för sina handlingar. Efter detta lästes konspiratörernas erkännanden upp för dem. När de hade suttit fängslade i Towern hade Fawkes och Robert Wintour varit i cellerna bredvid varandra och det hade varit möjligt för dem att samtala. Dock avlyssnades deras privata samtal i smyg och transkriberingen av dessa samtal lästes även upp i domstolen. De anklagade fick sedan möjligheten att tala inför domstolen om varför de inte skulle bli dömda till döden. Fawkes hävdade att han var oskyldig enbart då han var ovetande om vissa punkter i åtalet mot konspiratörerna. Vid rättegångens slut blev utfallet att samtliga anklagade dömdes för högförräderi.
De första avrättningarna av konspiratörerna ägde rum den 30 januari 1606 på kyrkogården vid den västra delen av Sankt Paulskatedralen. Där blev Digby, Robert Wintour, John Grant och Bates hängda, dragna och fyrdelade. På morgonen dagen därpå blev Fawkes, Rookwood, Thomas Wintour och Keyes fastbundna på varsin träram och på dessa drogs de med hjälp av en häst genom Londons gator fram till Old Palace Yard i Westminster. Fawkes var den siste att föras till galgen. Han bad om ursäkt för sina handlingar och steg sedan upp för stegen på schavotten. Med snaran runt halsen kastade Fawkes sig ut och lyckades bryta sin nacke och avled direkt. Dock fick Fawkes livlösa kropp utstå resten av straffet.

## Eftermäle
Den 5 november 1605 uppmuntrades invånarna i London att fira det faktum att kung Jakob hade undgått att bli lönnmördad av konspiratörerna. Firandet skulle gå till på så sätt att brasor skulle tändas på ett ansvarsfullt sätt. I januari 1606 lagstadgades den 5 november till en sorts tacksägelsedag under vilken man skulle glädjas åt befrielsen och denna lag gällde fram till 1859. Vid parlamentets öppnande varje år i England genomför hovdrabantkåren Yeomen of the Guard en genomsökning av källarvalvet i Westminsterpalatset (där Fawkes upptäcktes och greps), vilket är en direkt konsekvens av krutkonspirationen. Även om Fawkes enbart var en av de tretton konspiratörerna är han den person som främst förknippas med krutkonspirationen och han kallas ibland för "den sista människan att träda in i parlamentet med ärliga avsikter."
Under 1800-talet blev ordet "guy" synonymt med en person som bar udda kläder, men i den amerikanska engelskan förlorade ordet all nedsättande mening och började istället användas om personer av det manliga könet. I vissa fall har ordet blivit könslöst, där "you guys" åsyftar två eller flera människor.

### Platser, vattendrag och organisationer
Värdshuset Red Lion Inn i Dunchurch, i vilket några av konspiratörerna befann sig dagen innan det tilltänkta sprängdådet, har ändrat namn till Guy Fawkes House. Fawkes namn har även inspirerat tre vattendrag i Australien: Guy Fawkes Creek, Guy Fawkes River och Guy Fawkes Rivulet. Även parken Guy Fawkes National Park, ön Isla Guy Fawkes och organisationen Guy Fawkes Heritage Horse Association är namngivna efter honom.

### Guy Fawkes Night

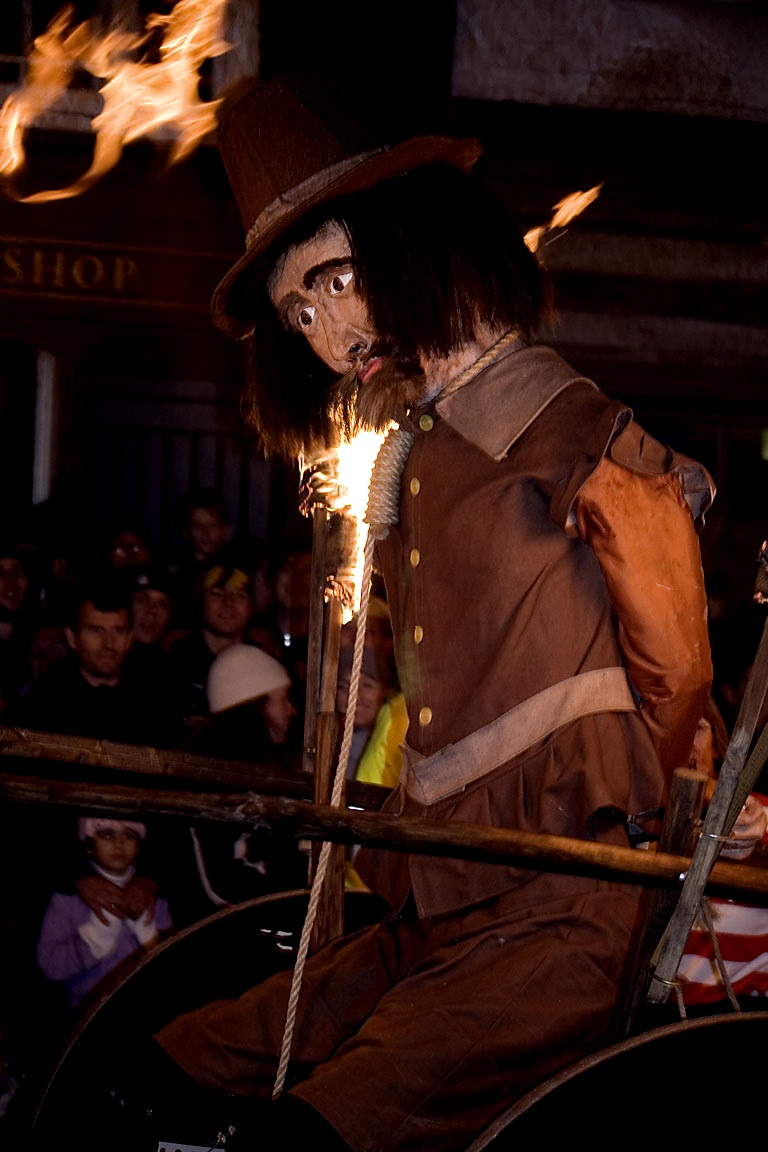
Under Guy Fawkes Night, som firas i England den 5 november varje år, bränns avbildningar av Fawkes.

I Storbritannien har den 5 november blivit kallad för Guy Fawkes Night, Guy Fawkes Day, Plot Night, Firework Night och Bonfire Night, där det senare namnet kan spåras ända tillbaka till 1605. Ett populärt engelskt rim läses ofta på Guy Fawkes Night, till minne av krutkonspirationen: "Remember, remember, the fifth of November, the Gunpowder Treason and Plot. I know of no reason why the Gunpowder Treason should ever be forgot." Fyrverkeri började användas tillsammans med brasorna under 1650-talet och efter 1673 blev det en sed att bränna en avbildning (vanligtvis av påven) under firandet, då Jakob II av England detta år hade gjort det offentligt att han hade konverterat till katolicismen. Andra avbildningar, av bland annat Paul Kruger, Margaret Thatcher, Nikolaj I av Ryssland, Vilhelm II av Tyskland och Tony Blair, har även bränts, men de flesta moderna avbildningar är av Fawkes. Avbildningen kallas för "guy" och skapas vanligtvis av barn och är gjord av gamla kläder, tidningspapper och en mask. Barnen brukade även be om en slant för sin avbildning ("penny for the guy"), men denna sedvana började försvinna under senare delen av 1900-talet; en av anledningarna till detta kan vara att barnen brukade köpa fyrverkerier för den summa pengar de samlade ihop, men i och med att en strängare lag i Storbritannien för just fyrverkerier infördes 1997 begränsades denna försäljning till personer över 18 år.

### Inom kulturen

#### TV och teater
I BBC:s TV-program 100 Greatest Britons från 2002, som uppmärksammade de hundra mest framstående britterna genom tiderna, blev Fawkes framröstad till plats 30 av den brittiska allmänheten.
Både krutkonspirationen och Fawkes levnadsöde har spelats upp som pantomime och teater. Ett tidigt exempel på en pantomimeföreställning är Harlequin and Guy Fawkes: or, the 5th of November som spelades upp på Theatre Royal i London den 16 november 1835. Ett annat exempel är Guy Fawkes, or a Match for a King, skriven av Albert Smith och William Hale, som först gick upp på scen 1855. Pjäsen Guido Fawkes: or, the Prophetess of Ordsall Cave, som spelades upp på Queen's Theatre i Manchester i juni 1840, var baserad på Ainsworths roman Guy Fawkes eller krutsammansvärjningen. Romanen filmatiserades 1923 av Maurice Elvey under namnet Guy Fawkes.

#### Musik och datorspel
På vinylversionen av The Smiths album The Queen Is Dead från 1986 är orden "Guy Fawkes was a genius" inristade nära LP-skivans mitt. The Krewmen har spelat in en låt med namnet "Guy Fawkes" som handlar om konspirationens misslyckande och Fawkes gripande. Fawkes nämns i låten "Un-United Kingdom" av Pitchshifter.
Fawkes förekommer i datorspelen Resa på egen Risk, The Plot och Doctor Who: The Adventure Games - The Gunpowder Plot (tillsammans med Catesby och Percy) samt att supermutanten Fawkes i Fallout 3 är uppkallad efter honom.